# Juan de Meneses y Orellana
Juan de Meneses y Orellana (Talavera de la Reina, ? - 7 de març de 1494) va ser un noble i religiós castellà.
Era fill de Juan Sánchez de Meneses i Teresa de Cerezuela. Va cursar estudis de teologia a la Universitat de Salamanca, i es va doctorar a Bolonya. En els seus inicis va ser canonge de la Col·legiata de Talavera i ardiaca de Guadalajara. Entre 1468 i 1494 va exercir com a bisbe de Zamora. D'altra banda, també va exercir els càrrecs d'ambaixador a Roma i Hongria, oïdor de la Cancelleria Reial, president de la Reial Audiència i Cancelleria de Valladolid el 1478 i membre del consell reial. Es va distingir pel seu ampli mecenatge, del qual destacada la fundació de l'església de San Juan Bautista de Fuentesaúco l'any 1491.